# دنب سر
دنب سر (بالفارسية: دنب سر) هي قرية تقع في منطقة بولان في إيران. يقدر عدد سكانها بـ 75 نسمة بحسب إحصاء 2016.